# 石井ゆき
石井 ゆき（いしい -、4月11日 - ）は、日本の女性声優。ベストポジション所属。宮城県出身。旧名：石井 行（読みは同じ）。
以前は同人舎プロダクションに所属していた。

## 出演作品

### テレビアニメ
2008年
- しましまとらのしまじろう
- スティッチ!（マサ、パン屋さん、紅子）

2009年
- スティッチ! 〜いたずらエイリアンの大冒険〜（マサ、パン屋さん）

2013年
- 勇者になれなかった俺はしぶしぶ就職を決意しました。（おばちゃん）

2014年
- 東京ESP（喫茶店店長）

### 吹き替え
- FB・EYE
- 俺たちフィギュアスケーター（フェアリー）
- 科学捜査ファイル（スーザン）
- クリミナル・マインド FBI行動分析課（チャーリー）
- クリミナル・マインド5 FBI行動分析課（カーター）
- KNDハチャメチャ大作戦
- 公共の敵
- ザ・ノームショー
- ステップ・ステップ・ステップ（ロニー）
- チャームド（ワルキューレ）
- ドルーピー
- パッションレーン
- パリ、ジュテーム（ソフィ、ジュスタン）
- ふしぎの国のアリス ※ソフト版
- フラッグ・オブ・ソルジャーズ（パオラ）
- ポイントプレザントの悪夢（ダニエル）
- ホーキーのおくりもの（カミーユ）
- マイボス・マイヒーロー2 リターンズ（リナ）
- ミーン・ガールズ（ベサニー）
- 理想の恋人を見つけるため7つのジンクス（エイミー）
- リロ&スティッチ
- LOST（ウォルト）
- ロストキングダム（カムラン）

### ボイスオーバー
- アジアを食べる
- 科学捜査ファイル
- さすらいのドッグトレーナー
- ナショナルジオグラフィック シリーズ

### ナレーション
- やずやPV
- おとぎ話
- タックスタッくん
- PPI・VTR